# 贝里特勤
伊卜拉欣·桃花石·博格拉汗（？—1068年），西喀喇汗国第一代汗，名伊卜拉欣（I. ibrahim Han），喀喇汗国纳赛尔·阿里的儿子。
初号贝里特勤。阿里特勤去世后，其子伊利克·玉素甫继承了其父在中亚河中地区的基业。1038年，他从阿里特勤的儿子们的控制下逃出来。喀喇汗国阿里系（纳赛尔·阿里兄弟们的后代）对哈仑系（阿里特勤父亲哈仑的后代）占据河中不服，伊卜拉欣和哥哥穆罕默德·艾因·道拉先后起兵反对伊利克·玉素甫。他武力夺取河中，1039年1月击败哥疾宁王朝的侵犯，声威大震。伊利克·玉素甫后来放弃撒马尔罕，投奔东喀喇汗国。1040年，贝里特勤在河中建立西喀喇汗国，自称桃花石·博格拉·喀喇汗。从此喀喇汗国分为东西两国。他在东喀喇汗国夺去了费尔干纳谷地。他长达20多年的统治，稳定了河中地区的局势。严惩盗贼，稳定物价，保证钱币银的成色，使国家繁荣。他晚年中风。伊斯兰历460年（1067年11月11日—1068年10月30日）传为给儿子纳赛尔，不久去世。
| 前任： 伊利克·玉素甫 穆罕默德·艾因·道拉 | 西喀喇汗国可汗 1041年—1068年 | 繼任： 纳赛尔汗 |